# Editto di Plessis-Macé
L'editto di Plessis-Macé, promulgato da Francesco I di Valois nel settembre del 1532, è l'atto ufficiale che stabilì l'unione tra il Regno di Francia e il Ducato di Bretagna. L'editto mise fine, formalmente, all'indipendenza bretone in quanto l'unione delle due corone non fu più personale ma istituzionale: ogni re di Francia sarebbe stato da allora in avanti, automaticamente, anche duca di Bretagna.

## Descrizione
Sulla base dell'editto il Ducato di Bretagna veniva unito perpetuamente al Regno di Francia, conservando, tuttavia, «i diritti, libertà privilegi del paese»; la Bretagna sarebbe stata amministrata unicamente dalla propria assemblea (gli Stati Generali) e nessuna decisione presa a Parigi sarebbe stata valida per la Bretagna senza l'accettazione degli Stati e la registrazione del Parlamento bretoni. Il re si impegnava non solo a mantenere «le lodevoli e antiche consuetudini» bretoni, ma anche a farle rispettare da tutti i terzi «senza niente cambiare né innovare». Nessun prelievo forzoso avrebbe potuto essere imposto ai bretoni se non a richiesta delle loro rappresentanze territoriali e a beneficio esclusivo del loro territorio.